# Hofferia mauritanica
Hofferia mauritanica is een vliesvleugelig insect uit de familie Megachilidae. De wetenschappelijke naam van de soort is voor het eerst geldig gepubliceerd in 1846 door Lucas.